# Ichneumon acicularis
Ichneumon acicularis är en stekelart som beskrevs av Geoffroy 1785. Ichneumon acicularis ingår i släktet Ichneumon och familjen brokparasitsteklar. Inga underarter finns listade i Catalogue of Life.